# Орёнес, Анн Кристин
Анн Кристин «Анка» Орёнес (норв. Ann Kristin "Anka" Aarønes; род. 19 января 1973, Олесунн, Мёре-ог-Ромсдал) — норвежская футболистка, нападающий. Бронзовый призёр Олимпиады в Атланте. Чемпионка мира и Европы.

## Карьера

### Клубы
Большую часть игровой карьеры провела в составе клуба «Тронхейм-Эрн», с которым пять раз стала чемпионкой Норвегии.
В 2001 году, вместе с подругой по сборной Норвегии Гро Эспесет, перешла в «Нью-Йорк Пауэр», готовившийся к старту в лиге WUSA. Из-за травм спины и колена провела за клуб всего один сезон, после чего объявила о завершении карьеры.

### Сборная
В составе национальной команды дебютировала 2 сентября 1990 года в матче отборочного турнира чемпионата Европы против Англии.
С 1990 по 1999 год провела за сборную 111 матчей. На победном для Норвегии чемпионате мира 1995 года стала лучшим бомбардиром, забив 6 мячей. В 1993 году стала чемпионкой Европы. Также входила в состав сборной на Евро-1997 и чемпионате мира 1999 года.